# 245 TCN
245 TCN là một năm trong lịch La Mã.